# Миланово (община Враня)
Вижте пояснителната страница за други значения на Миланово.
Миланово или Михаилово (на сръбски: Миланово или Milanovo) е село в Югоизточна Сърбия, Пчински окръг, Град Враня, община Враня.

## География
Селото се намира в хълмистата част на Вранската котловина, от двете страни на Кощаначката река. По своя план е пръснат тип селище. Отстои на 20 км южно от общинския и окръжен център Враня, на 1,6 км северозападно от село Бущране, на 4 км западно от село Булесовце и на 6,5 км югоизточно от село Ристовац.

## История
В местността Селище, от дясната страна на Кощаначката река се намират останките на изчезналото село Кощаница.
Днешното село възниква на мястото на турски чифлик, като първоначално носи името Конско. Към 1903 г. се състои от 35 къщи.
По време на Първата световна война селото е във военновременните граници на Царство България, като административно е част от Вранска околия на Врански окръг.

## Население
Според преброяването на населението от 2011 г. селото има 211 жители.

### Етнически състав
Данните за етническия състав на населението са от преброяването през 2002 г.
- сърби – 273 жители (100%)